# Szabina Tápai
Szabina Tápai (Kiskunhalas, 30 gennaio 1986) è una pallamanista ungherese.

## Club
- 2002-2008: Cornexi-Alcoa-Auto-Bahn
- 2008-2009 : Randers HK
- 2009: Arvor 29

## Palmarès

### Club
- Vincitrice della Coppa EHF nel 2005 con Alcoa Cornexi